# Aron Ronald Bodenheimer
 Aron Ronald Bodenheimer  (15. August 1923 in Basel – 30. Januar 2011 in Zürich) war ein Schweizer Mediziner, Psychiater, Psychoanalytiker und Autor provokanter Essays und Bücher.

## Leben
Aron Ronald Bodenheimer studierte Medizin und wurde 1949 zum Doktor der Medizin promoviert. Er war akademischer Lehrer in Haifa und Tel Aviv und lehrte als Gastprofessor an verschiedenen Universitäten in Europa und den USA.
1971 wurde Bodenheimer auf eine Professur für Psychiatrie und Psychotherapie nach Tel Aviv berufen. Ab 1978 lehrte er auch in Haifa. Von 1971 bis 1975 war er Chefarzt der Psychiatrie des Universitätshospitals Tel HaShomer («Sheba Medical Center») bei Tel Aviv. 1991 bekam Aron Ronald Bodenheimer die Ehrendoktorwürde der Carl von Ossietzky Universität Oldenburg verliehen. Nach seiner Emeritierung lehrte er in Basel jüdische Studien. Aron Ronald Bodenheimer ist verwandt mit Max I. Bodenheimer und Alfred Bodenheimer.

## Leistungen
Das wohl bekannteste Werk aus der Feder des Psychiatrie-Professors ist Warum? Von der Obszönität des Fragens.

„Dies ist das Buch eines Psychiaters. Es ist aber – seien sie darüber enttäuscht – kein psychiatrisches Buch. Es ist auch kein antipsychiatrisches Buch. Seien Sie darüber noch mehr enttäuscht. Es will lediglich eine besondere und sehr geläufige Form des menschlichen Umgangs beschreiben. Und diese Umgangsform ist das Fragen, genauer gesagt: die Beschämung, welche durch das Fragen im Befragten erzeugt wird. Also die Obszönität, die dem Fragen wesenhaft zugehört.[…]“

Als Gefragter wider Willen im Rampenlicht zu stehen, widerstrebend etwas preisgeben zu müssen, verwirrt zu sein, weil die Frage nicht präzise formuliert ist oder sinnlos erscheint, Fragen als Ablenkung von der eigenen Verantwortung und viele andere Aspekte der Beschämung werden in dieser Abhandlung in Worte gefasst.

## Werke
- Erlebnisgestaltung. Darstellung eines Verfahrens zur Psychotherapie von Psychosen. Schwabe, Basel-Stuttgart 1957.
- Versuch über die Elemente der Beziehung. Schwabe, Basel-Stuttgart 1967.
- Doris. Die Entwicklung einer Beziehungsstörung und die Geschichte ihrer Behebung bei einem entstellten, taubstummen Mädchen.  Schwabe, Basel-Stuttgart 1968.
- Warum? Von der Obszönität des Fragens. Reclam, Stuttgart 1984 (erweitert 2011), ISBN 978-3-15-020217-3.
- Teilnehmen und nicht Dazugehören. Im Waldgut, Wald 1985, ISBN 3-7294-0018-5.
- Verstehen heißt Antworten. Im Waldgut, Frauenfeld 1987, ISBN 3-7294-0023-1 (überarbeitet: Reclam, Stuttgart 1992, ISBN 3-15-008777-5).
- (Hrsg.): Freuds Gegenwärtigkeit. 12 Essays. Reclam, Stuttgart 1989, ISBN 3-15-008590-X.
- Plädoyer für die Unordnung. Auseinandersetzung mit Carl von Ossietzky. Haux, Bielefeld 1994, ISBN 3-925471-12-X.
- Rabins Tod. Ein Essay. Chronos, Zürich 1996, ISBN 3-905311-92-5.
- Der Waldgänger – wenn die Melancholie dichtet. Über Adalbert Stifter. Passagen, Wien 1993, ISBN 3-85165-026-3.
- Seid auf der Hut vor den Gewaltlosen. Zwei Reden. Pano, Zürich 2005, ISBN 3-907576-77-2.